# Nino Cristofori
Adolfo Loris Cristofori, detto Nino (Ferrara, 31 luglio 1930 – Ferrara, 14 marzo 2015), è stato un sindacalista e politico italiano, esponente di spicco della corrente andreottiana della Democrazia Cristiana in Emilia-Romagna e a Ferrara.
È stato deputato alla Camera dal 5 giugno 1968 al 29 luglio 1992 per sette legislature (V, VI, VII, VIII, IX, X, XI), dove ha ricoperto la carica di Ministro del lavoro e della previdenza sociale nel primo governo Amato; è stato inoltre sette volte sottosegretario di Stato tra i dicasteri di Sanità, Industria, Commercio e Artigianato e Lavoro e Previdenza Sociale.

## Biografia
Nasce il 31 luglio 1930 a Ferrara, in Emilia-Romagna, sindacalista, iscritto alla Democrazia Cristiana (DC), esordì nell'attività professionale come esperto di problemi economici, previdenziali e agricoli come giornalista del quotidiano L'Avvenire d'Italia.
Alle elezioni politiche del 1968 Cristofori venne eletto per la prima volta alla Camera dei deputati nella circoscrizione Bologna-Ferrara-Ravenna-Forlì, e da allora è stato successivamente riconfermato deputato senza interruzioni nel 1972, 1976, 1979, 1983, 1987 fino alle elezioni del 1992.
Nella DC fece parte della corrente Primavera di Giulio Andreotti (chiamata semplicemente andreottiana), che lo chiamò per la prima volta a ricoprire un incarico di governo nel 1972 come Sottosegretario di Stato al Ministero della Sanità nel suo secondo governo. Fu poi successivamente Sottosegretario al Ministero dell'Industria, del commercio e dell'artigianato nel quarto e quinto governo Moro, Sottosegretario al Ministero del lavoro e della previdenza sociale nel terzo e quarto governo Andreotti del compromesso storico.
Nel corso della X legislatura della Repubblica è stato presidente della 5ª Commissione Bilancio, Tesoro e Programmazione della Camera dei deputati dall'11 maggio 1988 al 23 luglio 1989, oltre che vice-presidente del gruppo parlamentare della DC con presidente Mino Martinazzoli.
Con la nascita del sesto governo presieduto da Giulio Andreotti tra le forze politiche che costituivano il pentapartito, Andreotti lo volle personalmente come Sottosegretario di Stato alla Presidenza del Consiglio dei ministri con le funzioni di Segretario del Consiglio dei ministri, venendo riconfermato in tale incarico il 17 aprile 1991 nel successivo governo Andreotti VII, caratterizzandosi come fra i più stretti collaboratori di Andreotti. Durante questo periodo si occupò soprattutto di problemi economici e sociali e seguì in prima persona importanti vertenze occupazionali e produttive, oltre a collaborare in modo particolare con il sindaco comunista di Ferrara Roberto Soffritti sui progetti della città.
Nel primo governo a guida di Giuliano Amato assunse l'incarico di Ministro del lavoro e della previdenza sociale. In quell'occasione si dimise da deputato in ottemperanza ad una disposizione interna del suo partito che suggeriva ai ministri di svincolarsi dal mandato parlamentare.
Ha fatto parte del Consiglio Nazionale della Democrazia Cristiana e, successivamente al suo scioglimento, del Partito Popolare Italiano (PPI), dal 1996 al 1999.
Successivamente partecipa, alla vigilia delle elezioni politiche del 2001, alla costituzione del partito Democrazia Europea, unendo esponenti dimessisi dal PPI (tra cui Cristofori) e il movimento Autonomisti per l'Europa di Domenico Comino e Vito Gnutti, che si propone l'obiettivo di rifondare il nascente bipolarismo italiano, ponendosi in alternativa ad entrambi i poli, ma che ebbe risultati molto modesti.
Nel 2002 Democrazia Europea, con il suo segretario Sergio D'Antoni che guarda con interesse alla nascita dell'Unione dei Democratici Cristiani e dei Democratici di Centro (UDC), confluisce nell'UDC, dove Cristofori ne è divenuto consigliere nazionale.
Malato da tempo, tant'è che era stato colto da un'ischemia, muore nella mattina del 14 marzo 2015, all'età di 84 anni.

## Vita privata
Grande tifoso dello S.P.A.L., oltre che appassionato di nuoto e pugilato, di cui è stato anche presidente della Lega, è stato sposato con Carla Calessi, conosciuta ai tempi dell’Azione Cattolica, la coppia ha avuto sei figli tra cui Paola, moglie del sindaco di Ferrara Tiziano Tagliani.

## Sinossi degli incarichi di Governo
| Incarico                                                                               | Mandato                             | Governo               |
| -------------------------------------------------------------------------------------- | ----------------------------------- | --------------------- |
| Sottosegretario di Stato al Ministero della sanità                                     | 30 giugno 1972 - 7 luglio 1973      | Governo Andreotti II  |
| Sottosegretario di Stato al Ministero dell'Industria, del Commercio e dell'Artigianato | 28 novembre 1974 - 12 febbraio 1976 | Governo Moro IV       |
| Sottosegretario di Stato al Ministero dell'Industria, del Commercio e dell'Artigianato | 13 febbraio 1976 - 29 luglio 1976   | Governo Moro V        |
| Sottosegretario di Stato al Ministero del lavoro e della previdenza sociale            | 31 luglio 1976 - 11 marzo 1978      | Governo Andreotti III |
| Sottosegretario di Stato al Ministero del lavoro e della previdenza sociale            | 15 marzo 1978 - 20 marzo 1979       | Governo Andreotti IV  |
| Segretario del Consiglio dei ministri della Repubblica Italiana                        | 23 luglio 1989 - 12 aprile 1991     | Governo Andreotti VI  |
| Segretario del Consiglio dei ministri della Repubblica Italiana                        | 13 aprile 1991 - 28 giugno 1992     | Governo Andreotti VII |
| Ministro del lavoro e della previdenza sociale                                         | 28 giugno 1992 - 28 aprile 1993     | Governo Amato I       |

## Incarichi parlamentari

### V legislatura
- Membro della 11ª Commissione Agricoltura e foreste

### VI legislatura
- Membro della 11ª Commissione Agricoltura e foreste
- Membro della 13ª Commissione Lavoro - assistenza e previdenza sociale - cooperazione

### VII legislatura
- Membro della 11ª Commissione Agricoltura e foreste (dal 5 luglio 1976 al 19 giugno 1979)

### VIII legislatura
- Membro della 13ª Commissione Lavoro - assistenza e previdenza sociale - cooperazione (dall'11 luglio 1979 all'11 luglio 1983)
- Segretario della Commissione parlamentare sul fenomeno della mafia (dal 2 febbraio all'11 luglio 1983)

### IX legislatura
- Vice-capogruppo della Democrazia Cristiana alla Camera dei deputati (dal 14 ottobre 1983 al 1º luglio 1987)

- Membro della 7ª Commissione Difesa (dal 9 agosto 1983 al 27 settembre 1983) (sostituisce Bartolomeo Ciccardini)
- Membro della 13ª Commissione Lavoro - assistenza e previdenza sociale - cooperazione (dal 12 luglio 1983 al 1º luglio 1987)
- Membro della Commissione parlamentare sul fenomeno della mafia (dal 12 agosto al 15 novembre 1983)
- Presidente della Commissione speciale per l'esame dei progetti di legge sulla riforma del sistema pensionistico (dal 26 luglio 1984 al 1º luglio 1987)

### X legislatura
- Vice-capogruppo della Democrazia Cristiana alla Camera dei deputati (dal 19 ottobre 1987 al 10 giugno 1988)
- Presidente della 5ª Commissione Bilancio, tesoro e programmazione (dall'11 maggio 1988 al 23 luglio 1989)
- Membro della 5ª Commissione Bilancio, tesoro e programmazione (dal 21 aprile 1988 al 22 aprile 1992)

- Membro della 11ª Commissione Lavoro pubblico e privato (dal 4 agosto 1987 al 21 aprile 1988)
- Membro della Commissione parlamentare per il controllo sull'attività degli enti gestori di forme obbligatorie di previdenza e assistenza sociale (dal 27 giugno 1989 al 23 luglio 1989)

### XI legislatura
- Membro della 5ª Commissione Bilancio, tesoro e programmazione (dal 10 giugno 1992 al 29 luglio 1992)